# N577 (België)
De N577 is een gewestweg in België tussen Charleroi (R51) en Saint-Barbe (N53). De weg heeft een lengte van ongeveer 6 kilometer.
Vrijwel de gehele weg bestaat uit twee rijstroken voor beide richtingen samen.

## Plaatsen langs N577
- Charleroi
- Marcinelle
- Montignies-le-Tilleul
- Saint-Barbe